# Elecciones legislativas de Mongolia de 2004
Las elecciones parlamentarias de 2004 tuvieron lugar en Mongolia los días 27 de junio y 17 de julio.
El Partido Revolucionario del Pueblo de Mongolia (futuro Partido del Pueblo de Mongolia) continuo siendo el partido mayoritario en el Gran Jural del Estado, ganando 36 de los 76 escaños.
El 27 de febrero de 2005, una elección parcial se llevó a cabo en el distrito electoral 59 y fue ganado por el Partido Revolucionario del Pueblo de Mongolia, dándoles un asiento adicional en el Gran Jural.

## Tabla de resultados
| Parties                                       | Votes     | %     | Seats | +/– |
| --------------------------------------------- | --------- | ----- | ----- | --- |
| Partido Revolucionario del Pueblo de Mongolia | 517,443   | 48.23 | 36    | –36 |
| Coalición de la Democrática Madre Patria      | 474,977   | 44.27 | 34    | +32 |
| Partido Republicano                           | 14,819    | 1.38  | 1     | +1  |
| Independientes                                | 36,543    | 3.41  | 3     | +2  |
| Otros                                         | 28,814    | 2.69  | 0     | –   |
| Invalidos/Votos en blanco                     | 15,719    | –     | –     | –   |
| Vacantes                                      | –         | –     | 2     | –   |
| Total                                         | 1,088,683 | 100   | 76    | 0   |
| Votantes registrados/participación            |           | 82.2  | –     | –   |
| Fuente: IPU                                   |           |       |       |     |